# Клаудія Абреу
Клаудія Абреу Фонсека (порт. Cláudia Abreu Fonseca, нар.. 12 жовтня 1970, Ріо-де-Жанейро, Бразилія) — бразильська акторка.

## Життєпис
Народилася 1970 року в районі Леблон у Ріо-де-Жанейро в родині юристів. З дитинства відчувала в собі акторський талант, тому у 10-річному віці була прийнята до театру Табладу в Ріо-де-Жанейро, де на той час працював викладачем її дядько. 1984 року вперше знялася в рекламному ролику. У 1986 році була помічена режисером телекомпанії « Глобу» Волфом Майя, після чого підписала перший контракт. З того часу Клаудія Абреу регулярно знімається у телесеріалах, кіно та грає у театрі.
24 січня 2009 року закінчила філософський факультет Папського католицького університету Ріо-де-Жанейро.

## Особисте життя
З 1997 року одружена з режисером Хосе Енріке Фонсекою. У шлюбі народила чотирьох дітей — Марію Мод Фонсека (06.02.01), Феліпу Фонсека (21.02.07), Жозе Жоакіна Фонсека (07.07.10) та Педро Енріке Фонсека (05.10.11).

## Фільмографія

### Телесеріали
- 1986 — Гіпернапруга / Hipertensão — Люція
- 1987 — Інші / O Outro — Зезинья
- 1988 — Дика кішка / Fera Radical — Ана Паула Флорес
- 1989 — Що я за король? / Que Rei Sou Eu? — Принцеса Жюльєтт
- 1990 — Сурогатна мати / Barriga de Aluguel — Клара Рібейро
- 1992 — Буремні роки / Anos Rebeldes — Елоїза Андраде Пінто
- 1994 — Моя батьківщина / Pátria Minha — Алісі
- 1995 — Комедія приватного життя / A Comédia da Vida Privada — Діана
- 1996 — Життя, як воно є / A Vida Como Ela É…
- 1998 — Лабіринт / Labirinto — Ліліане
- 1999 — Влада бажання / Força de Um Desejo — Олівія
- 2001 — Нормальні / Os Normais — Ана
- 2002 — П'яте пекло / O Quinto dos Infernos — імператриця Амелія Лейхтенберзька
- 2003 — Слава / Celebridade — Лаура
- 2005 — Беліссіма / Belíssima — Вікторія Роша
- 2007 — Щоденник спокусника / Dicas de um Sedutor — Адріана
- 2008 — Три сестри / Três Irmãs — Дора
- 2012 — Безодня шарму / Cheias de Charme — «Шаєні» (Жусілені Мігон)
- 2014 — Покоління Бразилії (Geração Brasil) — Памела Паркер-Мара
- 2016 — Закон кохання (A Lei do Amor) — Хелоїза Мартінс (Ело)
- 2020 — Бездушні / Unsoul — Ігнес Скавронська-Бурко

### Художні фільми
- 1996 — Чудова Тита / Tieta do Agreste — Леонора
- 1997 — Чотири дні у вересні / O Que É Isso, Companheiro? — Рене
- 1997 — Війна в Канудос / Guerra de Canudos — Луїза
- 1998 — Ед Морт / Ed Mort — Сібеле
- 2001 — O Xangô de Baker Street — баронеса Марія Луїза
- 2003 — Людина року / O Homem do Ano — Кледир
- 2003 — Дорога до хмар / Caminho das Nuvens — Розе
- 2008 — Засмучені / Os Desafinados — Глорія
- 2008 — Всі мають сексуальні проблеми / Todo Mundo Tem Problemas Sexuais